# Steve LaTourette
Steven Clare „Steve” LaTourette (ur. 22 lipca 1954 w Cleveland, zm. 3 sierpnia 2016 w McLean) – amerykański polityk, członek Partii Republikańskiej. Od 1995 roku był przedstawicielem stanu Ohio w Izbie Reprezentantów Stanów Zjednoczonych, najpierw z dziewiętnastego, a w latach 2003-2013 z czternastego okręgu wyborczego.
Zmarł 3 sierpnia 2016 w swoim domu w McLean z powodu raka trzustki.